# Thirteen Ghosts
Mười ba con ma hay Mười ba oan hồn (tựa gốc tiếng Anh: Thirteen Ghosts, đôi khi gọi là 13 Ghosts và Thir13en Ghosts) là một bộ phim kinh dị Mỹ năm 2001 do Steve Beck làm đạo diễn. Bộ phim này làm lại từ bộ phim năm 1960, 13 Ghosts. Đoàn làm phim chỉ quay vài cảnh ở Mỹ rồi liền bay sang Vancouver, British Columbia, Canada để quay những cảnh lớn khác.

## Nội dung phim
Mở đầu phim là cảnh thợ săn ma Cyrus Kriticos và người trợ lý Dennis Rafkin dẫn một nhóm người đi bắt hồn ma Juggernaut. Hồn ma đã bị bắt giữ, nhưng vài người đã chết, trong đó có cả Cyrus.
Arthur Kriticos là cháu trai của Cyrus, ông đang sống cùng với hai đứa con Kathy và Bobby và cô giúp việc Maggie, vợ ông đã mất trong một vụ hỏa hoạn. Một ngày, luật sư Ben Moss đến gặp Arthur và nói rằng Cyrus có ngôi nhà muốn để lại cho Arthur. Do đang sống trong căn nhà chật hẹp nên Arthur quyết định chuyển đến ngôi nhà mới.
Dennis giả làm nhân viên điện lực để gặp gia đình Arthur khi họ đến tham quan ngôi nhà. Ngôi nhà rất rộng lớn, khắp nơi đều đặt những tấm kính dày có ký tự Latin. Dennis xuống tầng hầm và bị choáng váng, anh phát hiện ra 12 hồn ma do anh và Cyrus bắt đang bị giam trong ngôi nhà này. Dennis đi cảnh báo Arthur, trong khi Moss xuống tầng hầm lấy vali tiền. Moss vô tình khởi động cỗ máy của ngôi nhà, mở cửa cho từng hồn ma. Moss chết khi cánh cửa đóng lại cắt thân thể anh ra làm hai.
Bobby ra khỏi tầm mắt của Kathy và Maggie, cậu xuống tầng hầm chơi. Cậu bé bị vài hồn ma hù dọa, đồng thời nhìn thấy hồn ma Withered Lover - hiện thân của bà Jean, mẹ cậu. Bobby bị đánh ngất xỉu và bị bắt đi. Dennis phát hiện ra Jackal - hồn ma vô cùng hung dữ đã được thả ra, và tính mạng gia đình đang bị đe dọa. Jackal tấn công Kathy lúc cô và Arthur đang đi tìm Bobby, nhưng họ được người phụ nữ tên Kalina Oretzia giúp đỡ. Kathy bỗng dưng biến mất, bốn người lớn còn lại đến chỗ thư viện, nơi Arthur biết được hồn ma của Jean đang bị nhốt trong ngôi nhà này.
Kalina giải thích rằng ngôi nhà là một cỗ máy, hoạt động nhờ có năng lượng của các hồn ma, giúp cho chủ nhân thấy được quá khứ và tương lai. Cách duy nhất để tắt cỗ máy là tạo ra hồn ma thứ 13, từ một người sống dám hi sinh thân mình cho tình yêu đích thực. Arthur nhận ra ông phải trở thành hồn ma đó để cứu con ông.
Arthur và Dennis mang theo một tấm kính xuống tầng hầm tìm bọn trẻ. Dennis cho Arthur ra phía sau tấm kính vì muốn bảo vệ ông khỏi hai hồn ma Hammer và Juggernaut, để rồi anh bị hai hồn ma này đập chết. Thực ra Cyrus đã làm giả cái chết của hắn để dụ Arthur đến ngôi nhà này, Kalina là cộng sự bí mật của hắn. Hồn ma thứ 13 sẽ làm cỗ máy được kích hoạt thêm, chứ không hề tắt nó. Cyrus chính là người bắt cóc Kathy và Bobby nhằm ép buộc Arthur trở thành hồn ma thứ 13. Cyrus giết chết Kalina và cho triệu tập các hồn ma.
Arthur đến đại sảnh thấy 12 hồn ma đang đứng tạo thành một vòng tròn, còn hai đứa con ông đang ở giữa. Arthur đánh Cyrus trong khi Maggie phá hoại bàn điều khiển cỗ máy. Những hồn ma ném Cyrus vào trong cỗ máy, cắt thân thể hắn ra thành nhiều mảnh. Arthur liều lĩnh nhảy vào cái máy để đến bên các con của ông. Lúc đó mấy bức tường kính trong nhà bị vỡ tan, giải thoát cho các hồn ma. Hồn ma của Jean xuất hiện trước mặt bố con Arthur rồi cũng biến mất. Khi gia đình ra khỏi ngôi nhà, Maggie mệt mỏi tuyên bố sẽ nghỉ việc.

## Diễn viên
- Tony Shalhoub vai Arthur Kriticos
- Matthew Lillard vai Dennis Rafkin
- Shannon Elizabeth vai Kathy Kriticos
- Alec Roberts vai Bobby Kriticos
- Rah Digga vai Maggie Bess
- F. Murray Abraham vai Cyrus Kriticos
- Embeth Davidtz vai Kalina Oretzia
- J.R. Bourne vai Ben Moss
- Mikhael Speidel vai The First Born Son
- Daniel Wesley vai The Torso
- Laura Mennell vai The Bound Woman
- Kathryn Anderson vai The Withered Lover / Jean Kriticos
- Craig Olejnik vai The Torn Prince
- Shawna Loyer vai The Angry Princess
- Xantha Radley vai The Pilgrimess
- C. Ernst Harth vai The Great Child
- Laurie Soper vai The Dire Mother
- Herbert Duncanson vai The Hammer
- Shayne Wyler vai The Jackal
- John DeSantis vai The Juggernaut

## Danh sách các hồn ma
Lưu ý: Những hồn ma sau đây chỉ là hư cấu, không có thật ngoài đời.
| STT | Tên hồn ma                                   | Tên thật khi còn sống    | Nguyên nhân chết khi còn sống                                                                                             | Ghi chú |
| --- | -------------------------------------------- | ------------------------ | --- | --- |
| 1.  | The First Born Son (đứa con trai đầu)        | Billy Michaels           | Bị một đứa trẻ hàng xóm lỡ tay dùng cung bắn chết.                                                                        | Đây chỉ là hồn ma của đứa bé 10 tuổi, hồn ma này không nguy hiểm. |
| 2.  | The Torso (con nợ không đầu)                 | Jimmy "Gambler" Gambino  | Vì mượn nợ quá nhiều và không có khả năng chi trả nên bị chủ nợ chặt đầu, ném xác xuống sông.                             | Hồn ma này không có đầu và cũng không nguy hiểm. |
| 3.  | The Bound Woman (người phụ nữ quyền lực)     | Susan LeGrow             | Treo cổ tự tử. | Hồn ma này chỉ hù dọa, dụ dỗ chứ không giết người. |
| 4.  | The Withered Lover (người tình bị lãng quên) | Jean Kriticos            | Bị chết cháy. | Hồn ma này rất hiền, nó là vợ của ông Arthur, mẹ của Kathy và Bobby, nó không bao giờ làm hại ai.                                                                                     |
| 5.  | The Torn Prince (hoàng tử rách nát)          | Royce Clayton            | Khi đang đua xe, chiếc xe bị rơi xuống sườn núi và bị chiếc xe xén chết.                                                  | Hồn ma này rất hung dữ và giết người bằng gậy bóng chày. |
| 6.  | The Angry Princess (công chúa phẫn nộ)       | Dana Newman              | Tự tử bằng cách cắt xẻo khắp thân thể.                                                                                    | Hồn ma này cũng hung dữ tuy nhiên nó chỉ giết người nào khiêu khích, chọc ghẹo nó. Vũ khí giết người là dao găm. Điều đặc biệt là nó khỏa thân vì khi còn sống nó tự tử lúc đang tắm. |
| 7.  | The Pilgrimess (nữ nô lệ lữ hành)            | Isabella Smith           | Bị treo cổ. | Đây là một hồn ma khá dữ, hai tay nó bị đóng vào gông nên nó phải giết người bằng cách cắn.                                                                                           |
| 8.  | The Great Child (đứa trẻ to lớn)             | Harold Shelburne         | Tự tử. | Hồn ma này là con của The Dire Mother. Hồn ma này tuy nguy hiểm nhưng nó chỉ giết người nào đụng chạm đến mẹ nó. Vũ khí giết người là chiếc rìu.                                      |
| 9.  | The Dire Mother (người mẹ khủng khiếp)       | Margaret Shelburne       | Bị nhiều người đàn ông giết bằng cách làm ngạt thở.                                                                       | Hồn ma này là mẹ của The Great Child. Hồn ma này không nguy hiểm. |
| 10. | The Hammer (thợ búa)                         | George Markley           | Bị đóng đinh khắp thân thể.                                                                                               | Là hồn ma nếu xét về độ nguy hiểm thì chỉ sau The Jackal và The Juggernaut, giết người bằng cách dùng búa đập.                                                                        |
| 11. | The Jackal (gã tâm thần điên loạn)           | Ryan Kuhn                | Bị chết cháy. | Đây là trùm của các hồn ma bởi vì nó là ma nhanh nhất và dữ nhất, giết người bằng cách cào xé.                                                                                        |
| 12. | The Juggernaut (lực sĩ tàn ác)               | Horace "Breaker" Mahoney | Bị bắn bởi nhiều cảnh sát.                                                                                                | Đây là hồn ma khỏe nhất và cực kỳ hung dữ sau The Jackal, giết người bằng cách bẻ xương.                                                                                              |
| 13. | The Broken Heart (trái tim tan vỡ)           | Arthur Kriticos          | Mặc định là phải hi sinh để cứu gia đình, nhưng các hồn ma sau khi được giải thoát đã giết Cyrus và ông vô tình được cứu. | Hồn ma số 13 sống và có một tình yêu chân chính để kích hoạt cỗ máy. |